# هنري كلاي ويتني
هنري كلاي ويتني (بالإنجليزية: Henry Clay Whitney)‏ هو كاتب سير ومحامي أمريكي، ولد في 23 فبراير 1831، وتوفي في 1905.